# Junko Ozawa
Junko Ozawa (小澤 純子 Ozawa Junko?), född 7 december 1973, är en japansk tidigare fotbollsspelare.
Junko Ozawa debuterade för japans landslag den 4 december 1993 i en 6–1-vinst över Taiwan. Hon spelade 21 landskamper för det japanska landslaget. Hon deltog bland annat i fotbolls-VM 1995 och OS 1996.